# Barrage de Poutès
 (mai 2011).
Si vous disposez d'ouvrages ou d'articles de référence ou si vous connaissez des sites web de qualité traitant du thème abordé ici, merci de compléter l'article en donnant les références utiles à sa vérifiabilité et en les liant à la section « Notes et références ».
Le barrage de Poutès est un barrage poids hydroélectrique, construit en 1941, sur l'Allier dans le département de la Haute-Loire.

## Caractéristiques
Le barrage de Poutès possède une hauteur de 17,7 mètres, sur une longueur de 85 mètres. Le barrage possède un débit réservé de 2,5 m3/s, avant 1992, ce débit réservé était de 0,5 m3/s.
Le lac de retenue de Poutès a une capacité de 2,4 millions de mètres cubes, sur une longueur de 3,5 km et une surface de 39 hectares.
L'usine hydroélectrique de Monistrol-d’Allier regroupe la production électrique lié au barrage de Poutès, au barrage de Saint-Préjet-d'Allier et au barrage de Pouzas. Le barrage de Poutès permet de produire 55 % de l'électricité de l'usine, quand les deux autres barrages n'en permettent que 45 %. Il possède une production de 82 millions de kW⋅h.

## Histoire
En 1917, la Compagnie électrique de la Loire et du Centre établit un projet d’aménagement qui utilise la puissance de deux chutes hydrauliques (Ance du Sud et Allier) avec une usine commune située à Monistrol-d’Allier. Les travaux des deux chutes commencèrent simultanément en 1918. Cependant, après la Première Guerre mondiale, le recrutement de main d’œuvre est très difficile. Cela retarde énormément les chantiers, notamment celui de la chute Allier qui sera même momentanément stoppé en 1921. En 1926, l’équipement de la chute de l’Ance du Sud est terminé et l’usine est mise en fonctionnement.
Dans un contexte difficile, lié à la Seconde Guerre mondiale, l’aménagement de la chute Allier s’achève le 30 septembre 1941.
En 1956, à la suite de la nationalisation des entreprises de production, transport et distribution d'électricité, EDF devient concessionnaire de l’aménagement.
En 1986, un dispositif de passage pour les poissons migrateurs est mis en place, via une ascenseur à poisson.
En 1991, des manifestants entrent illégalement dans l'usine de Poutès-Monistrol pour protester contre son rôle bloquant vis-à-vis des poissons migrateurs. EDF porte plainte, plusieurs procès se déroulent, avec des condamnations à clé pour certains manifestants.
En 2007, la concession du barrage prend fin. EDF se positionne dès 1996 pour reprendre la concession. Plusieurs associations militent pour la suppression pure et simple du barrage et donc le non-renouvellement de la concession. Ce renouvellement de concession n'est toujours pas réglé en 2009.
En 2009, EDF propose un premier projet de remplacement du barrage, projet qui ne fait pas consensus. En 2011, un autre projet de remplacement du barrage actuel est proposé par EDF pour remplacer le barrage par un seuil d'une hauteur de 4 mètres, qui sera achevé vers 2020,. Son coût serait au minimum de 24 millions d'euros.
Le 6 octobre 2011, Nathalie Kosciusko-Morizet (ministre de l’Environnement) annonce officiellement la reconfiguration du barrage de Poutès. Le début des travaux est annoncé pour 2017, pour une réalisation estimée à 2022.
Pour réduire son impact environnemental, l’ouvrage, initialement haut de 16,8 mètres, a été reconfiguré à une hauteur de 4 mètres afin de former un bassin alimentant une station de pompage. Conçu pour concilier la préservation durable des populations de saumons atlantiques avec le maintien de la production hydroélectrique, il a fait l’objet de travaux achevés en 2022.

## Impact environnemental
Depuis sa construction, ce barrage est remis en cause par son impact environnemental sur les poissons migrateurs (saumons, lamproies, anguilles et aloses). En effet, l'Allier est une des dernières rivières françaises à être le site de reproduction des grands saumons atlantiques mais le barrage a diminué considérablement le stock (baisse de 90 %). En 1986, un ascenseur a été construit par EDF mais il n'est pas performant car seulement 10 % des saumons de l'Allier l'emprunteraient.
Enfin, l'impact majeur, mais moins spectaculaire, concerne la dévalaison des tacons au printemps. La retenue les retarde, car ils ne trouvent pas leur chemin. Une bonne partie de ces juvéniles meurt, soit directement en passant dans les turbines, ou des suites de blessures au bas de la glissière de dévalaison mal adaptée, soit indirectement car ils arrivent trop tard en mer par rapport à la fenêtre[Quoi ?] physiologique très courte que leur offre le processus de smoltification.
Cependant, avec le projet du « nouveau Poutès », une reconfiguration du barrage est en cours afin d’optimiser le positionnement des ouvrages de franchissement. Pour le défenseur de l’environnement, Roberto Epple, président de SOS Loire Vivante : « Avec Poutès, on a montré que le maintien du barrage peut parfois être une bonne solution quand il s'adapte aux contraintes écologiques ».